# Mesothuria roulei
Mesothuria roulei is een zeekomkommer uit de familie Mesothuriidae.
De wetenschappelijke naam van de soort werd in 1896 gepubliceerd door René Koehler.